# 벨로나

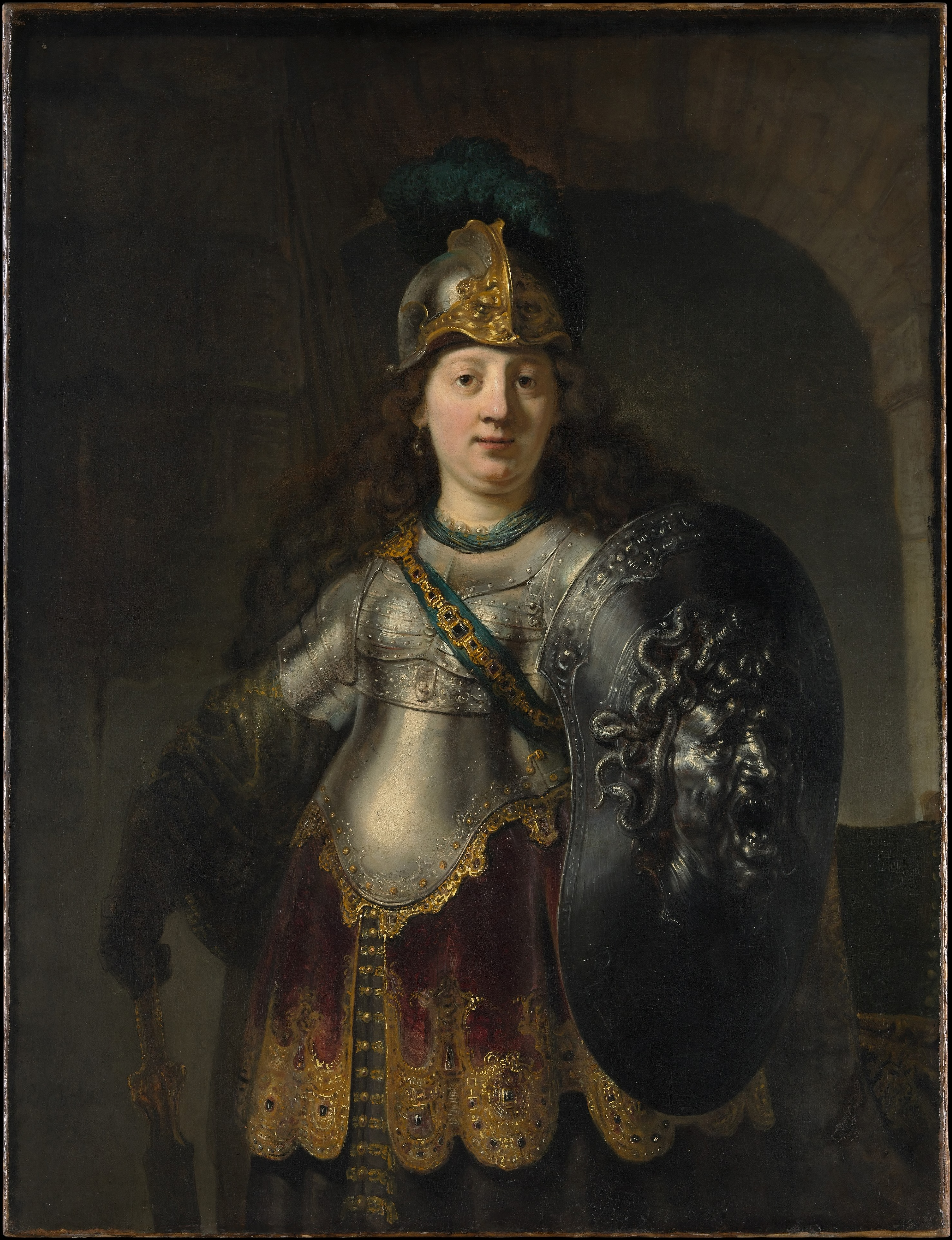
렘브란트가 그린 벨로나

벨로나는 고대 로마의 전쟁의 여신이며 고대 그리스의 여신인 에뉘오에 해당한다. 벨로나의 상징물은 검이고 그녀는 투구와 창과 횃불로 무장한 모습으로 묘사된다.
정치적으로 로마 원로원들은 외국과 전쟁에 관련된 업무를 포메리움 바깥 카피톨리누스 언덕에 위치한 벨로나 신전에서 하였다.
벨로나의 축제는 6월 3일에 열렸었다.